# Alargamiento de corona
El alargamiento de corona es un procedimiento quirúrgico cuya función es la remodelación del contorno de los tejidos de la encía y, a menudo, del hueso subyacente, alrededor de uno o más dientes para que quede expuesta la suficiente de la pieza dental. El alargamiento de corona se incluye dentro de las denominadas técnicas de cirugía periodontal.

## Indicaciones de la cirugía periodontal
Uno de los objetivos primordiales de las técnicas de cirugía periodontal es la exéresis de las bolsas periodontales que se forman como consecuencia de la enfermedad periodontal. Las bolsas periodontales pueden clasificarse en:
- Bolsas gingivales: se caracterizan por un aumento de tamaño del borde libre gingival, un epitelio de inserción conservado y por no presentar destrucción ósea.

- Bolsas supracrestales: en ellas se observa un desplazamiento apical del epitelio de inserción; siempre por encima del hueso de la cresta, existe destrucción ósea y la pared de la bolsa es está formada exclusivamente por tejido blando.

- Bolsas infra-óseas: existe desplazamiento del epitelio de inserción apical a la cresta alveolar, su pared está constituida por tejido blando y óseo.

Además, pueden existir defectos de tejido blando como son la retracción o ausencia de la encía adherida. Su pérdida comporta que sea sustituida por la mucosa alveolar, fácilmente retráctil a merced de las inserciones musculares, lo que ocasiona inflamación y recidiva de la enfermedad periodontal. La pérdida de encía adherida puede deberse a un cepillado dental traumático, a la malposición del diente o a la posición del frenillo.
Existen otras técnicas, además del alargamiento de corona, para abordar el tratamiento de la eliminación de las bolsas periodontales:
- Por medio del curetaje se consigue el raspado de la pared de tejido blando de la bolsa para convertir una herida infectada en una herida quirúrgica limpia. Así se consigue eliminar las bolsas gingivales con paredes de tejido edematoso.

- También puede realizarse una gingivectomía, a través de la cual se corta la pared del tejido blando de la bolsa periodontal hasta el lugar de inserción del tejido, creando una estructura gingival fisiológica; por medio de esta técnica se consigue la eliminación de las bolsas gingivales con paredes fibrosas.

- Gracias a la osteoplastia y a la ostectomía es posible extraer el hueso para eliminar las bolsas periodontales infra-óseas y así conseguir un contorno óseo más fisiológico. Finalmente hay que mencionar la posibilidad de emplear colgajos mucosos o mucoperiósticos para eliminar las mencionadas bolsas gingivales.

## Objetivos de la cirugía periodontal
- Eliminar las bolsas periodontales.
- Crear contornos de tejido que permitan desviar el alimento y los detritus fuera de los márgenes gingivales.
- Crear y mantener zonas de encía adherida lo suficientemente grandes como para que resistan la tracción de los frenillos y de las inserciones musculares, y la irritación producida por restauraciones dentales, cepillado de los dientes y masticación.
- Proveer de acceso a las superficies radiculares para su curetaje y la aplicación de sustancias bactericidas y descalcificantes.
- Restaurar el tejido periodontal perdido.

## Limitaciones de la cirugía periodontal
- No elimina los factores etiológicos.
- No se elimina la movilidad de los dientes.
- No siempre se puede restaurar el tejido perdido.
- No siempre se puede eliminar por completo la bolsa sin destruir en demasiada cantidad el tejido sano.

## Técnica del alargamiento de corona
El alargamiento de corona se utiliza frecuentemente como parte del plan de tratamiento de uno o más dientes al que se le va a hacer una corona. Así se provee del espacio necesario entre la pieza de soporte, el hueso y la corona, de modo que se eviten daños en los tejidos gingivales y del hueso. El odontólogo puede recomendar también un alargamiento de corona para poder hacer posible algún proceso restaurativo. Si un diente está demasiado gastado, tiene caries o está fracturado por debajo de la línea de las encías, el alargamiento de corona servirá para ajustar el nivel de las mismas y del hueso, dando acceso a una mayor parte del diente para que pueda ser restaurado.
El alargamiento de corona se utiliza también como técnica para eliminar las bolsas periodontales. La formación de bolsas periodontales se produce a consecuencia de la enfermedad periodontal, constituida por un grupo de cuadros clínicos de etiología infecciosa que producen lesiones inflamatorias con una elevada capacidad destructiva local. Existen diversos factores que inducen y favorecen la enfermedad periodontal, como son: los agentes irritantes locales, bien sean químicos o mecánicos; la placa dental; el sarro; los materiales porosos de restauración; desechos alimenticios y la respiración bucal. La encía responde a estos irritantes mediante una inflamación, provocando una hiperemia que aporta sustancias nutritivas, leucocitos y oxígeno, y que provoca cambios de color, forma y textura del tejido gingival. La gingivitis no tratada provocará que la inflamación se extienda hacia la profundidad del periodonto dañando la inserción epitelial, el ligamento periodontal y el hueso alveolar. La periodontitis es la forma más grave y destructiva de esta enfermedad. A medida que la reacción tisular se hace más profunda, se produce una bolsa periodontal porque al paciente le resulta complicado eliminar el cúmulo de agentes irritantes.
Con el alargamiento de corona se persigue la eliminación de la encía y del hueso para crear una corona clínica más larga y desplazar, en sentido apical, el margen gingival. Esta técnica combina la gingivectomía, gingivoplastia, ostectomía y la del colgajo de reposición apical.

## Indicaciones del alargamiento de corona
En la odontología se manejan ciertos procedimientos para restablecer la estructura dental perdida ya sea por caries, fracturas, restauraciones en mal estado o iatrogenias causadas por el mismo odontólogo.
El alargamiento de corona se encarga de incrementar la longitud de la corona clínica por medio de un procedimiento quirúrgico buscando lograr una longitud mínima de 2mm de paredes sanas dentales, la pérdida de estas puede ser ocasionado por caries extensas, erosión, traumatismos, lesiones no cariosas como atrición, alteraciones en la erupción dentaria, microdoncia etc donde se busca reducir el tejido blando y óseo dependiendo de sus indicaciones que pueden ser:

### Motivos protésicos
- Carencia de retención, longitud de corona menor a 2mm ya sea por erupción pasiva o por perdida de estructura dental que obliga a obtener un adecuado efecto férula de la restauración.
- Caries subgingival, nos ayuda a desplazar el margen gingival y óseo para retirar la caries y proporcionar una estructura dental sana (6).-Restauraciones subgingivales, que invaden el grosor biológico ocasionando inflamación de los tejidos periodontales (6).
- Fracturas, fisuras, perforaciones o reabsorción radicular, que nos ayuda a visualizar estas situaciones de mejor manera y resolver sus complicaciones (5).
- Motivos estéticos, que favorecen la predectibilidad de los tratamientos dentales y las expectativas de los pacientes.

En cuanto a los motivos protésicos debemos tener en consideración la presencia del Biofilm dental que pueden ser ocasionados por márgenes subgingivales, sobrecontornos incrementando la profundidad al sondeo y desencadenándose en recesiones gingivales o bolsas periodontales por la involucración del grosor biológico (6).
Al aparato de inserción supracrestal se le conoce como la dimensión que comprende tejido conectivo, epitelio de unión y surco gingival a la cresta ósea puede medir de 2 a 3mm dependiendo de la edad del paciente, su fenotipo periodontal o la posición del diente en la arcada, Garguiulo en 1965 estandarizo ciertas medidas para los componentes de la dimensión biológica:
-Surco: 0.69mm
-Epitelio de unión: 0.97mm
-Tejido conectivo: 1.07mm
Que dan el total de 2.04mm y al invadir esta dimensión se puede generar inflamación del sitio, bolsas periodontales, perdida ósea, recesiones o favorecer la formación de caries dando lugar a mayores complicaciones protésicas y periodontales (1)
La presencia de una corona clínica en combinación con una línea de sonrisa alta visualmente no es agradable al ojo humano por lo que desancadena grandes problemas estéticos ocasionado por deformidad esquelética, erupción pasiva alterada e hiperplasia gingival a lo que se le denomina sonrisa gingival y se puede clasificar en función de la relación entre el margen cervical del incisivo central superior y el borde del labio superior dividiéndose en 3.
- Sonrisa Baja: el paciente enseña menos de un 75% de corona clínica de los dientes antero-superiores.
- Sonrisa media: muestra entre el 75% y el 100% de la corona de los incisivos centrales superiores sin mostrar encía queratinizada.
- Sonrisa alta: donde el paciente enseña el 100% de la corona clínica de los dientes antero-superiores en conjunto con encía queratinizada (3)

La Erupción pasiva alterada se le conoce como exceso de la cantidad de encía y hueso que recubre a la corona clínica de manera parcial, Coslet y Cols en 1977 relaciona la corona anatómica con la cantidad de encía dividiéndolo en dos grupos:
- Tipo 1: existe una banda ancha de encía queratinizada y la línea muco-gingival se encuentra apical a la cresta ósea.
- Tipo 2: dimensiónes de la encía queratinizada normales por lo que la línea muco-gingival esta próxima a la unión cemento esmalte.
- subgrupo A: Distancia fisiológica de la cresta ósea alveolar es de 1.5-2mm permitiendo una correcta inserción del tejido conectivo supracrestal y del epitelio de unión sobre el cemento. -
- subgrupo B: la cresta ósea alveolar se localiza próxima a la unión cemento esmalte. En función de esta clasificación se pueden realizar diferentes tratamientos con distintas técnicas:
- Tipo 1: el tejido gingival coronal a la unión cemento esmalte se puede tratar con gingivectomía
- Tipo 2ª: se puede realizar un colgajo reposicionado apical buscando conservar la encía queratinizada.
- Tipo 1b y 2b requiere de cirugía ósea para obtener el espacio biológico necesario (2)

Existen diferentes técnicas para alargamiento de corona donde se deben de tener en cuenta las siguientes consideraciones como el tamaño del tronco radicular, la presencia de una furca, proporción corona raíz y cantidad de tejido queratinizado residual para valorar un método quirúrgico:
- Gingivectomia: está indicada cuando la distancia desde el hueso al margen gingival es superior a 3 mm, asegurándonos que, después de la cirugía, exista una zona suficiente de encía insertada. La primera incisión se realiza marcando la altura amelocementaria, reflejando la arquitectura gingival, cuyo punto más apical al cenit debe desviarse ligeramente hacia distal del centro del diente. Después de comprobar la simetría y el correcto festoneado de la primera incisión se procede al biselado intrasulcular a espesor total donde solo se elimina el tejido de las superficies vestibulares dejando la papila interdental intacta

- Colgajo posicionado apical con y sin reducción ósea: se realiza una incisión a bisel interno alrededor de los dientes a tratar; y a continuación, se realiza una incisión intrasulcular a cada lado de los dientes adyacentes, se levanta el colgajo mucoperióstico a espesor total, tanto por vestibular como por lingual y se elimina el tejido de granulación con curetas a continuación se procede a realizar ostectomía, donde eliminaremos tejido de soporte buscando ajustar las dimensiones del grosor biológico por último una osteoplastía remodelando el tejido que no es de soporte, se posiciona el colgajo de manera apical a la unión cemento esmalte (7)

Ambos procedimientos buscan mantener una arquitectura ósea positiva, un grosor biológico adecuado y alargar la corona clínica.
- Extrusión ortodoncia, esta técnica de alargamiento coronario fue descrita por Hethersay 1973 buscando crear una ganancia de tejido sano supracrestal recuperando el grosor biológico (4).
- Extrusión lenta se realiza en dirección coronal aplicando una fuerza continua y suave produciendo cambios en los tejidos blandos y hueso de alrededor.
- Extrusión rápida: la fuerza aplicada se hace sobre uno o varios dientes que no tengan efecto ferula o suficiente grosor biológico, de forma rápida y sin afectar a los tejidos blandos ni duros adyacentes.

Este tipo de tratamiento está indicado en tres situaciones clínicas diferentes, en primer lugar para el tratamiento de un defecto infraóseo aislado, extruyendo el diente lentamente para eliminar el defecto angular, la segunda situación en la que se requeriría este tipo de tratamiento se presentaría cuando se fractura verticalmente un diente aislado, llegando a afectar al tercio cervical radicular, en tercer lugar, también estaría indicado en el tratamiento de las deformidades del tejido blando que se presentan como discrepancias en la arquitectura gingival, sobre todo a nivel anterior (4)
Para finalizar llegamos a la conclusión de que existen diferentes metodos para aumentar la longitud de la corona que son predecibles dependiendo de las necesidades del caso clínico y de los principios biológicos que se comentaron en esta revisión.